# Rabo de cavalo

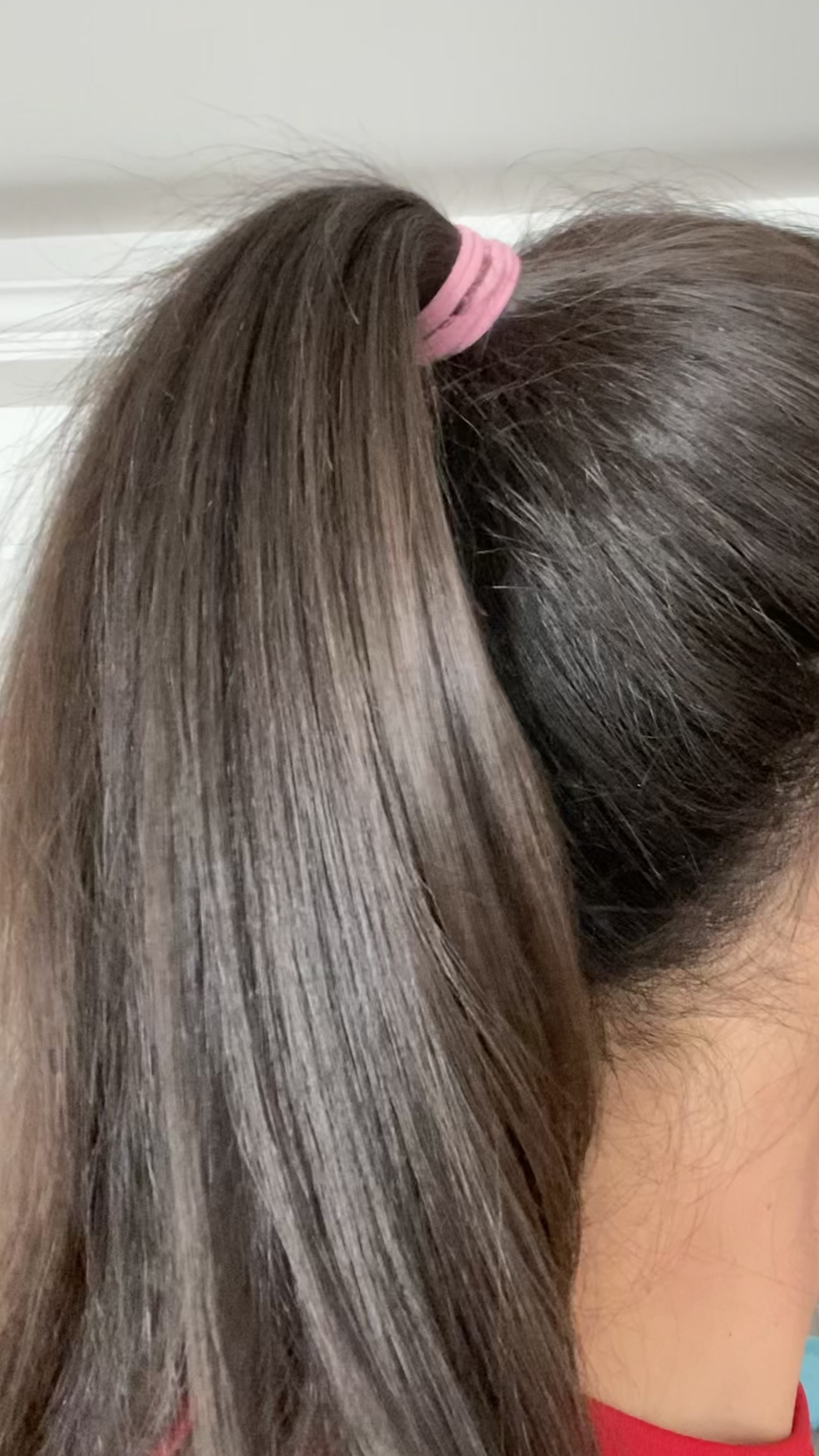
Exemplo de um rabo de cavalo alto

Um rabo de cavalo é um penteado no qual todo ou a maior parte do cabelo de uma pessoa é afastado de sua face, reunido e preso na parte de trás da cabeça com um grampo, um elástico ou qualquer objeto semelhante, de onde fica pendurado. Seu nome vem de sua semelhança com a cauda de um cavalo (em inglês é conhecido como ponytail, "rabo de pônei").
Rabos de cavalo podem ser feitos no meio da parte posterior da cabeça, ou no próprio topo da cabeça, permitindo que ele fique pendente para trás ou para os lados do rosto. Se o cabelo foi dividido de modo a ficar pendurado em duas partes diferentes, são chamados de tranças.
O rabo de cavalo é visto em imagens da Grécia Antiga – em artefatos e artes como afrescos pintados há milênios em Creta (2000 a 1500 a.C.). Por isso, o estilo pode ter surgido na Grécia antes de se espalhar para diferentes culturas e regiões; artes romana e egípcia também mostram mulheres com cabelos no estilo hoje conhecido como rabo de cavalo.
Nas culturas ocidentais, foi incomum que mulheres (ao contrário de meninas) usassem rabo de cavalo em público até a metade do século XX. A expansão do estilo aconteceu, em grande parte, com a popularização da boneca Barbie, da Mattel, e com estrelas de cinema que o adotaram, como Audrey Hepburn em Funny Face, e Sandra Dee em Gidget.
Além de popular entre mulheres, o rabo de cavalo é usado por homens há séculos em diversas culturas. Na Ásia, o povo manchu usava um estilo parecido, conhecido como rabicho, que depois foi imposto sobre a etnia han na dinastia Qing. No período Edo no Japão (1683–1868), homens também usavam rabos de cavalo curtos, e na Europa, um estilo similar era visto desde a segunda metade do século XVIII.
Pessoas que usam rabos de cavalo muito apertados costumam sofrer de alopécia de tração, uma forma de queda de cabelos.